# (37964) 1998 HR84
1998 HR84 (asteroide 37964) é um asteroide da cintura principal. Possui uma excentricidade de 0.07033410 e uma inclinação de 14.46923º.
Este asteroide foi descoberto no dia 21 de abril de 1998 por LINEAR em Socorro.